# Den Røde Port
Den Røde Port i Moskva var et sjældent eksempel på en triumfbue bygget i barokstil. 
Den oprindelige port, som menes at være den første triumfbue i Rusland, blev bygget af træ efter ordre fra Peter den Store for at fejre hans sejr i slaget ved Poltava i 1709. Hans hustru kejserinde Katarina 1. erstattede den med en ny for at markere sin kroning i 1724. Denne bue brændte otte år senere, men den blev genopbygget i 1742 til kejserinde Elisabeth 1.'s kroningsoptog, som gik fra Kreml til Lefortovo paladset. 
I 1753 blev træbuen revet ned og erstattet med en stenbue designet af fyrst Dmitrij Ukhtomskij og fulgte trofast det, som Katarinas arkitekter havde brugt. 
Buen og en nærliggende kirke blev revet ned i 1928 for at gøre plads til, at vejen Sadovoje Koltso kunne udvides. I 1953 blev en af Stalins skyskrabere, en af de De syv søstre, rejst på pladsen. Nogle elementer fra buen kan ses på Moskva bymuseum.
55°46′6″N 37°38′59″Ø / 55.76833°N 37.64972°Ø